# Старое Истомино
Старое Истомино — деревня в Смоленской области России, в Сафоновском районе. Население – 30 жителей (2007 год) . Расположена в центральной части области в 24 км к востоку от города Сафонова, в км у автодороги М1 «Беларусь», на берегу реки Дымица. В 4,5 км южнее от деревни железнодорожная станция Издешково	 на линии Москва — Минск. Входит в состав Зимницкого сельского поселения.

## История
В годы Великой Отечественной войны деревня была оккупирована гитлеровскими войсками в сентябре 1941 года, освобождена в 1943 году.